# Liste der Monuments historiques in Linselles
Die Liste der Monuments historiques in Linselles führt die Monuments historiques in der französischen Gemeinde Linselles auf.

## Liste der Bauwerke
| Bezeichnung          | Beschreibung | Standort | Kennzeichnung | Schutzstatus | Datum | Bild |
| -------------------- | ------------ | -------- | ------------- | ------------ | ----- | ---- |
| Bauernhof Hautevalle | Erbaut 1714  | (Lage)   | PA00107729    | Inscrit      | 1984  |      |

## Liste der Objekte
| Bezeichnung                                        | Beschreibung                        | Standort                                       | Kennzeichnung | Schutzstatus | Datum | Bild |
| -------------------------------------------------- | ----------------------------------- | ---------------------------------------------- | ------------- | ------------ | ----- | ---- |
| Skulptur Madonna mit Kind (gestohlen im Jahr 2009) | Holz, vergoldet, 18. Jahrhundert    | in der Kirche Notre-Dame-de-la-Nativité (Lage) | PM59008650    | Inscrit      | 1973  |      |
| Sechs Kerzenständer                                | Bronze, versilbert, 19. Jahrhundert | in der Kirche Notre-Dame-de-la-Nativité (Lage) | PM59008651    | Inscrit      | 1973  |      |